# Teilleistungsschwäche
Unter Teilleistungsschwächen oder Teilleistungsstörungen versteht man Leistungsdefizite in begrenzten Teilbereichen wie Rechnen, Lesen, Rechtschreiben, Sprechen oder der Motorik. Teilleistungsschwächen können auch mit Wahrnehmungsstörungen, Aufmerksamkeitsdefiziten, Kontaktschwierigkeiten und emotionalen Störungen verbunden sein.
Diese Störungen sind trotz hinreichender Intelligenz, ausreichender Förderung sowie körperlicher und seelischer Gesundheit vorhanden (aus der Sicht derjenigen, die die von den Störungen Betroffenen eben deshalb nicht als „krank“ oder „behindert“ betrachten). Teilleistungsschwächen können die Schulleistungen deutlich beeinträchtigen, sodass Betroffene unter Umständen ihr Potential nicht ausschöpfen können. Die Probleme können bei Schülern eine „sekundäre Neurotisierung“ zur Folge haben und bis in das Erwachsenenalter bestehen bleiben.

## Teilleistungsschwäche bzw. -störung, Krankheit und Behinderung
Umstritten ist das in einigen Ländern Deutschlands angewandte Verfahren, Teilleistungsschwächen und -störungen, insbesondere die Lese- und Rechtschreibschwäche und die Dyskalkulie, als Behinderung im Sinn von § 2 SGB IX zu bewerten. Unstrittig ist es allerdings, dass Defizite etwa beim Unterscheiden verschiedenfarbiger Gegenstände infolge einer Rot-Grün-Sehschwäche nur mit Hilfe medizinischer Kategorien erklärt werden können. Bemühungen von Pädagogen, z. B. einen betroffenen Schüler zum „genaueren Hinsehen“ zu veranlassen, sind in solchen Fällen sinnlos.

### Befürwortung der Krankheits- bzw. Behinderungstheorie
Für die obersten Verwaltungsgerichte der Länder Baden-Württemberg, Hessen und Schleswig-Holstein gilt die Lese-Rechtschreib-Störung als eine „Behinderung im Rechtssinn“
Das Verwaltungsgericht Kassel stellte in seinem Beschluss vom 23. März 2006 fest: „Bei der Legasthenie, die durch fachärztliches Gutachten bestätigt worden ist, handelt es sich um eine Behinderung i. S. d. Art. 3 Abs. 3 S. 2 GG, auf die im Schulrecht Rücksicht zu nehmen ist.“ Wichtig ist in diesem Zusammenhang der Zusatz: „die durch fachärztliches Gutachten bestätigt worden ist“. Wenn nur Lehrer die Diagnose LRS erstellen, besteht der Schutz durch Art. 3 Abs. 3 S. 2 GG (bzw. seit 2009 auch durch die UN-Behindertenrechtskonvention) nicht.
Im Deutschen Ärzteblatt wurde 2003 die Kritik laut, dass deutsche Krankenkassen sich weigerten, Teilleistungsstörungen wie die Legasthenie als Krankheiten zu bewerten. Deshalb bestehe „eine eklatante Lücke zwischen dem hohen Versorgungsbedarf und der finanziellen Absicherung dieser Versorgung“.

### Ablehnung der Krankheits- bzw. Behinderungstheorie
Das Verwaltungsgericht Hannover stellte in seinem Beschluss vom 10. Februar 2012 fest: „Schulische Teilleistungsstörungen (hier: Lese-Rechtschreibschwäche - LRS) stellen für sich genommen keine seelischen Störungen im Sinne des § 35a SGB VIII dar.“ Ein Anspruch auf Eingliederungshilfe bestehe erst dann, wenn eine Teilleistungsschwäche zu einer „sekundären Neurotisierung“ geführt habe.
Auf der u. a. vom Bundesministerium für Familie, Senioren, Frauen und Jugend unterstützten Seite „legakids.de“ wird davor gewarnt, Legastheniker als „krank“ oder „behindert“ einzustufen, da eine amtliche Bestätigung dieses Status die Betroffenen unangemessen stigmatisiere.
„Förderung ist gefragt, nicht eine weitere Stigmatisierung und Pathologisierung der Kinder.“, meint die LegakidsStiftung.
Die Kategorien Legasthenie und Dyskalkulie dienten, so die LegakidsStiftung, nicht dazu, „um die damit verbundenen Lernphänomene zu verstehen, sondern um Fragen der Ressourcenzuweisung zu bearbeiten.“ Der Hintergrund dieses Verfahrens bestehe darin, „dass eine fachärztliche Bescheinigung Voraussetzung dafür ist, dem Kind in der Schule einen Nachteilsausgleich zu gewähren.“